# Allium thessalicum
Allium thessalicum är en amaryllisväxtart som beskrevs av Salvatore Brullo och Al. Allium thessalicum ingår i släktet lökar, och familjen amaryllisväxter.
Artens utbredningsområde är Grekland. Inga underarter finns listade i Catalogue of Life.